# Maria di Nassau (1556-1616)

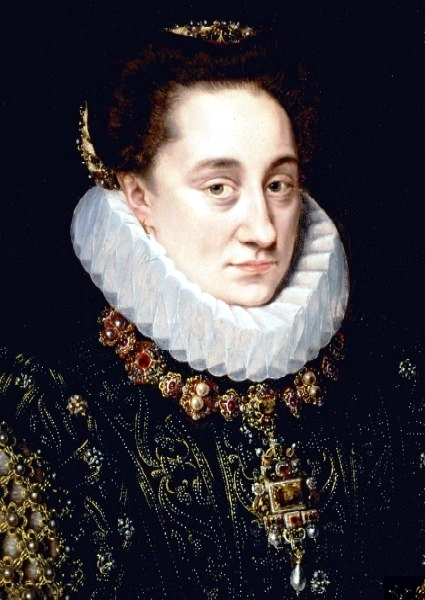
Maria di Nassau

Maria di Nassau (Breda, 7 febbraio 1556 – Buren, 10 ottobre 1616) fu una principessa di Orange e contessa consorte di Hohenlohe.

## Biografia
Era figlia del principe Guglielmo I d'Orange e della prima moglie Anna di Egmond.
All'inizio della Guerra degli ottant'anni, Filippo Guglielmo fu catturato e portato in Spagna dove venne allevato come un cattolico. Maria, rimasta in patria, difese strenuamente i diritti di suo fratello al titolo di principe di Orange, alla baronia e sulla città di Breda contro quelli del loro fratellastro Maurizio di Nassau, figlio di Anna di Sassonia, seconda moglie di Guglielmo I.
Fu desiderio di Maria sposare Filippo di Hohenlohe-Neuenstein, che aveva conosciuto all'età di undici anni. Questo suo proposito incontrò dapprima la disapprovazione paterna (Guglielmo I dette il suo consenso poco prima di morire), poi quella di suo fratello Filipo Guglielmo, succeduto al padre nel 1584.
Le venne suggerito di sposare il figlio del duca di Aerschot Filippo de Croÿ ma ella rifiutò per motivi religiosi: lei era calvinista e lui cattolico.
Il 2 febbraio 1595 Maria riuscì a sposare a Buren Filippo che morì nel 1606 e da cui non ebbe figli.
Fondò un grande orfanotrofio a Buren nel 1612.

## Ascendenza
|                                                 |                                           |                                             | Genitori                                            |  |  | Nonni |  |  | Bisnonni                               |  |  | Trisnonni                               |  |
|                                                 |                                           |                                             |                                                     |  |  |       |  |  | Giovanni V, conte di Nassau-Dillenburg |  |  | Giovanni IV, conte di Nassau-Dillenburg |  |
|                                                 |                                           |                                             |                                                     |  |  |       |  |  | Giovanni V, conte di Nassau-Dillenburg |  |  | Giovanni IV, conte di Nassau-Dillenburg |  |
|                                                 |                                           | Maria di Loon-Heinsberg                     |                                                     |  |  |       |  |  | Giovanni V, conte di Nassau-Dillenburg |  |  |                                         |  |
| Guglielmo I, conte di Nassau-Dillenburg         |                                           |                                             |                                                     |  |  |       |  |  | Giovanni V, conte di Nassau-Dillenburg |  |  |                                         |  |
|                                                 |                                           | Elisabetta d'Assia-Marburg                  | Enrico III, langravio d'Assia-Marburg               |  |  |       |  |  |                                        |  |  |                                         |  |
|                                                 |                                           | Elisabetta d'Assia-Marburg                  | Enrico III, langravio d'Assia-Marburg               |  |  |       |  |  |                                        |  |  |                                         |  |
|                                                 |                                           | Elisabetta d'Assia-Marburg                  | Anna di Katzenelnbogen                              |  |  |       |  |  |                                        |  |  |                                         |  |
| Guglielmo I, principe d'Orange                  |                                           | Elisabetta d'Assia-Marburg                  |                                                     |  |  |       |  |  |                                        |  |  |                                         |  |
|                                                 |                                           | Bodo VIII, conte di Stolberg-Wernigerode    | Enrico XIX, conte di Stolberg-Wernigerode           |  |  |       |  |  |                                        |  |  |                                         |  |
|                                                 |                                           | Bodo VIII, conte di Stolberg-Wernigerode    | Enrico XIX, conte di Stolberg-Wernigerode           |  |  |       |  |  |                                        |  |  |                                         |  |
|                                                 |                                           | Bodo VIII, conte di Stolberg-Wernigerode    | Margherita di Mansfeld                              |  |  |       |  |  |                                        |  |  |                                         |  |
| Giuliana di Stolberg-Wernigerode                |                                           | Bodo VIII, conte di Stolberg-Wernigerode    |                                                     |  |  |       |  |  |                                        |  |  |                                         |  |
|                                                 |                                           | Anna di Eppstein-Königstein                 | Filippo I, conte di Eppstein-Königstein             |  |  |       |  |  |                                        |  |  |                                         |  |
|                                                 |                                           | Anna di Eppstein-Königstein                 | Filippo I, conte di Eppstein-Königstein             |  |  |       |  |  |                                        |  |  |                                         |  |
|                                                 |                                           | Anna di Eppstein-Königstein                 | Luisa di Mark-Arenberg                              |  |  |       |  |  |                                        |  |  |                                         |  |
| Filippo Guglielmo, principe d'Orange            |                                           | Anna di Eppstein-Königstein                 |                                                     |  |  |       |  |  |                                        |  |  |                                         |  |
|                                                 | Floris d'Egmont, conte di Buren e Leerdam | Federico d'Egmont, conte di Buren e Leerdam |                                                     |  |  |       |  |  |                                        |  |  |                                         |  |
|                                                 | Floris d'Egmont, conte di Buren e Leerdam | Federico d'Egmont, conte di Buren e Leerdam |                                                     |  |  |       |  |  |                                        |  |  |                                         |  |
|                                                 | Floris d'Egmont, conte di Buren e Leerdam | Aleida di Culemborg                         |                                                     |  |  |       |  |  |                                        |  |  |                                         |  |
| Massimiliano d'Egmont, conte di Buren e Leerdam | Floris d'Egmont, conte di Buren e Leerdam |                                             |                                                     |  |  |       |  |  |                                        |  |  |                                         |  |
|                                                 |                                           | Margarita di Glymes                         | Cornelio di Glymes, signore di Revenbroek           |  |  |       |  |  |                                        |  |  |                                         |  |
|                                                 |                                           | Margarita di Glymes                         | Cornelio di Glymes, signore di Revenbroek           |  |  |       |  |  |                                        |  |  |                                         |  |
|                                                 |                                           | Margarita di Glymes                         | Maria Margherita di Strijen, signora di Zevenbergen |  |  |       |  |  |                                        |  |  |                                         |  |
| Anna d'Egmont, contessa di Buren e Leerdam      |                                           | Margarita di Glymes                         |                                                     |  |  |       |  |  |                                        |  |  |                                         |  |
|                                                 |                                           | Ugo di Lannoy, signore di Tronchiennes      | Filippo di Lannoy, signore di Santes                |  |  |       |  |  |                                        |  |  |                                         |  |
|                                                 |                                           | Ugo di Lannoy, signore di Tronchiennes      | Filippo di Lannoy, signore di Santes                |  |  |       |  |  |                                        |  |  |                                         |  |
|                                                 |                                           | Ugo di Lannoy, signore di Tronchiennes      | Bona di Lannoy                                      |  |  |       |  |  |                                        |  |  |                                         |  |
| Francesca di Lannoy                             |                                           | Ugo di Lannoy, signore di Tronchiennes      |                                                     |  |  |       |  |  |                                        |  |  |                                         |  |
|                                                 |                                           | Maria di Bouchout                           | Daniele VI di Bouchout, signore di Bouleurs         |  |  |       |  |  |                                        |  |  |                                         |  |
|                                                 |                                           | Maria di Bouchout                           | Daniele VI di Bouchout, signore di Bouleurs         |  |  |       |  |  |                                        |  |  |                                         |  |
|                                                 |                                           | Maria di Bouchout                           | Maria di Lussemburgo-Saint Pol                      |  |  |       |  |  |                                        |  |  |                                         |  |
|                                                 |                                           | Maria di Bouchout                           |                                                     |  |  |       |  |  |                                        |  |  |                                         |  |